# It's Okay, That's Love
It's Okay, That's Love är en sydkoreansk TV-serie som sändes på SBS, med Jo In-sung och Gong Hyo-jin i de ledande rollerna.

## Rollista (i urval)
- Jo In-sung som Jang Jae-yeol
- Gong Hyo-jin som Ji Hae-soo
- Sung Dong-il som Jo Dong-min
- Lee Kwang-soo som Park Soo-kwang
- Do Kyung-soo som Han Kang-woo
- Jin Kyung som Lee Young-jin
- Lee Sung-kyung som Oh So-nyeo
- Yang Ik-june som Jang Jae-beom
- Cha Hwa-yeon som Ok-ja
- Tae Hang-ho som Tae-yong
- Kim Mi-kyung som mor till Hae-soo
- Choi Moon-kyung som Ji Yoon-soo
- Choi Seung-kyung som Oh Do-deuk
- Do Sang-woo som Choi Ho
- Moon Ji-in som Min-young
- Han Jung-hyun som redaktör Bae
- Sung Yoo-bin som Jang Jae-yeol (unga)
- Noh Tae-yub som Jang Jae-beom (unga)
- Kang Joo-eun som Ji Hae-soo (unga)
- Lee Chae-eun som Ji Yoon-soo (unga)
- Myung Jong-hwan som bosatt
- Lee Seo-joon som bosatt